# Xã Cedar, Quận Black Hawk, Iowa
Xã Cedar (tiếng Anh: Cedar Township) là một xã thuộc quận Black Hawk, tiểu bang Iowa, Hoa Kỳ. Năm 2010, dân số của xã này là 1.588 người.